# Bäddgömming
Bäddgömming (Chaetosphaerella phaeostroma) är en svampart som först beskrevs av Michel Charles Durieu de Maisonneuve och Jean Pierre François Camille Montagne och fick sitt nu gällande namn 1972 av Emil Müller och Colin Booth. Bäddgömming ingår i släktet Chaetosphaerella och familjen Chaetosphaerellaceae.  Arten är reproducerande i Sverige. Inga underarter finns listade i Catalogue of Life.